# Лютеранство в Україні
Лютеранство в Україні — християнська деномінація в Україні, що об'єднує вірян-лютеран. Як течія протестантизму відома на українських землях від XVI ст. Нині представлена трьома основними церквами, що діють в Україні: Українською Лютеранською Церквою, Німецькою Євангелічно-Лютеранською Церквою і Синодом Євангелічно-Лютеранських Церков України.

## Історія

### Перші громади
Відомо, що вже з XIII ст. українські землі, зокрема, Сяноччина, Холмщина, пізніше Волинь і Галичина, підтримували міцні торговельні зв'язки з князівствами Священної Римської імперії. Король Казимир проводив політику, орієнтовану на Священну Римську імперію, тому залучав до розвитку Королівства Русі вихідців зі Священної Римської імперії. Успадкував цю подібну політику намісник Галичини Володислав Опольський.
Першою організаційно оформленою нововірчою течією в Україні стало лютеранство, що з'являється у 30-40-х роках XVI ст. Хоча до того часу зафіксовано існування інших протестантських осередків, якихось даних стосовно їхнього членства та характеру діяльності не збереглося. Йдеться, зокрема, про громаду анабаптистів, яка у 1536 існувала у Володимирі-Волинському. Зустрічаємо відомості про гуситів у колі Яна Спитка з Мельштина — володаря селищ і містечок в Галичині.
1539 року у Вільнюсі відкрилася школа на 50 учнів при лютеранській громаді, ректором якої був Авраам Кульва (Кульветіс), литовець, колишній ксьондз, згодом доктор церковного і державного права, слухач Краківського та Сієнського (в Італії) університетів, близько знайомий з Філіпом Меланхтоном і гуманістом з Нідерландів Еразмом Ротердамським. Після едикту польського короля Сиґізмунда I проти лютеран у 1542 р. Кульва еміґрує з Литви, а на його місце прибуває новий проповідник — Ян Вінклер, котрий пропаґує лютеранство ще з більшою енергією. Вінклер знаходить заможного патрона, віленського купця Івана Морштина, в будинку якого засновує новий збір (синонім кірхи або ширше — протестантської громади у польсько-литовських землях) та школу, звідки через декілька років виходить 60 учнів. Андрій Венгерський, пізніші польські й німецькі автори наводять цілу низку імен лютеранських проповідників, добре відомих у XVI та XVII ст. в усій Речі Посполитій: Станіслав Рапеґелан, Георгій Мартін Московідій, Мартін Глосса, брати Глічнери, колишній домініканець Андрій Самуель та інші.
Центрами лютеранських впливів на Україну були також Краків і Люблін, з яких дисидентська пропаганда спрямовувалася у Холмщину, Підляшшя та Галичину. На відміну від північних земель Польського Королівства, лютеранство в Україні не мало успіху, оскільки поширювалося переважно серед німців.

### Особливості
Лютеранська церква прагнула активного впливу на корінне населення польсько-литовської держави. Це засвідчує  факт відкриття пруським князем Альбрехтом відділення для учнів з Польщі, Литви і Русі у лютеранському Кролевецькому університеті, і систематичні відвідування слов'янською молоддю інших лютеранських центрів Європи, насамперед Віттенберґа (тут «у 1530-х роках вчилися студенти Poloni, Rutheni або такі, що подавали про себе, що вони з ех Russia, отже, що були українці та білоруси» [5]), і влаштування шведським королем Густавом Адольфом Вазою друкарні у Стокгольмі, де у 1562 р. побачив світ «Катехизис» Мартіна Лютера руською мовою.

### Католицька і православна опозиція
Зростаюча пропагандистська активність лютеран непокоїла католицьку церкву. В першій половині XVI ст. польський уряд вдається до низки державних заборон щодо коронних та українських земель. Йдеться, зокрема, про численні едикти проти ввезення, продажу і купівлі лютеранських творів. Якщо за едиктом 1520 р. за це передбачалися конфіскація майна і вигнання з держави, то за едиктом 1523 р. — спалення всієї власності нововіра і навіть його страта. У 1525 р. тільки у Кракові засуджено 16 осіб «за визнання засад Лютера», впродовж першої половини XVI ст. — понад 60 осіб. За розповсюдження лютеранської літератури були ув'язнені друкарі та викладачі шкіл Бартоломей, Матвій, Міхал і Петро (прізвища не збереглися), звинувачені у єресі відомі друкарі Ієронім Вієтор та Філіпп Вінклер. Однак кількість прихильників лютеранства збільшувалася. У 1523, 1527, 1530 роках і пізніше скликаються синоди, що розробляють заходи, спрямовані на «приборкання єретиків і самої єресі» [6].
Найбільших клопотів урядові та церкві завдавав Краківський університет, який в середині XVI ст. став головним центром релігійного вільнодумства. Серед його викладачів і студентів було чимало прихильників нововірства, розповсюджувачів дисидентської літератури. Один із перших — професор мов Вавржинек (Лаврентій) Корвін Неофорензіс. Ще два викладачі — доцент Ян з Козьмінків і бакалавр Лаврентій з Пражниць (за свою діяльність отримав прізвисько Дискордія, тобто Розбрат) увійшли в коло катехизаторів Сиґізмунда I та його сина, майбутнього короля Сиґізмунда-Авґуста. Приїхавши з останнім у Вільно, вони стають активними діячами місцевого протестантського осередку, авторами полемічних латиномовних творів. З кінця XVI ст. провідним діячем лютеранського руху в усій польсько-литовській державі стає Еразм Ґлічнер (1528–1603), енергійний проповідник, плідний літератор, реформатор шкільної освіти.
Перебував у Речі Посполитій і відомий в Європі місіонер П'єтро Верджеріо (Петро Вергерій). Колишній католицький єпископ у Капо д'Істрії та папський нунцій на Ауґсбурзькому сеймі (1530), згодом — палкий прихильник Лютера, Вергерій у 1556 р. приїхав до Польщі. Він проводив літературну полеміку з тодішнім папським нунцієм Антоніо Ліппомано та кардиналом Станіславом Гозієм, активно пропаґуючи ідею національного церковного собору з участю всіх християнських течій у країні. Ця ідея у XVI ст., як відомо, охопила частину католицької верхівки, що під впливом національно-визвольних рухів у Центральній Європі, а також реформаційних гасел політичної й духовної свободи прагнула створення не залежної від папського престолу католицької церкви, яка б усупереч проімперській політиці Риму проводила діяльність в інтересах польської шляхти. Відгомін ідеї, а через неї — загальноєвропейських національно-визвольних процесів, відчувався у середовищі частини української православної ієрархії, котра мріяла про міцну національну церкву.

### Діячі
Цікава постать у лютеранському середовищі Речі Посполитої — Ян Секлюціан (1510/1515-1578), доктор теології Лейпцизької та професор Кролевецької академій. За одними даними, народився у Бидгощі, за іншими — у Секлюках в Галичині [7]. Його перу належать біблійні, теологічні й літературні твори, написані, на відміну від більшості ранніх лютеранських видань, польською мовою. Власне, якраз Секлюціан одним із перших зробив польський переклад Нового Заповіту (побачив світ у Кролівці, 1551) і збірник протестантських канціоналів («Пісні християнські давніші та нові», там само, 1559). У 1556 р. Секлюціан видав за своїм редагуванням «Постиллу польську домашню» — збірник понад дев'яноста морально-повчальних оповідань (казань) на євангельські сюжети, що написав Григорій Оршак (бл. 1520–1567).
Жанр постилли був надзвичайно популярним у біблійній освіті пізнього Середньовіччя. Він популяризував церковні проповіді, що проголошували після літургії, та пояснював зміст використаних у ній уривків Святого Письма. Спрямована на краще засвоєння біблійного матеріалу, постилла у протестантизмі набула особливої ваги. В першій половині XVI ст. у Речі Посполитій було відомо близько ста постилл [8]. У православних землях Великого князівства Литовського, а згодом Речі Посполитої цю функцію виконували також учительні Євангелія, рукописні збірки яких з'являються у XVI–XVII ст. в різних (переважно західних) регіонах України. На сьогодні знайдено близько сімдесяти учительних Євангелій українсько-білоруського походження, серед яких є збірки, що мають виразне протестантське спрямування. Частина з них написана руською мовою, наближеною до народної. Отже, крім освітнього значення, цей біблійно-популярний жанр сприяв впровадженню національної мови, її включенню до системи релігійної пропаганди і культури.
Стосовно постилли Оршака і Секлюціана, то вона була написана такою чистою мовою, що подекуди перевищувала тодішні взірці польської католицької літератури, наприклад, твори «златоустого» Петра Скарги. У умовах, коли мирянам забороняли самостійно читати Біблію, подібна діяльність протестантів мала певний вплив і могла викликати симпатії не тільки польського населення. Адже польська мова у XVI ст. була досить уживаною в Україні.
Ян Секлюціан відомий не лише релігійними творами (а він був плідним автором: окрім згаданих праць, видав польський переклад «Катехизису» Лютера, теологічний твір «Християнська наука», коментарі до Послань апостолів, полемічні брошури, збірки молитов тощо), а й науковими. У 1551 р. разом із своїм перекладом Нового Заповіту він опублікував підручник з польської орфографії*, працю «Економія або господарство» (Краків, 1545). Видавав і популяризував твори Миколая Рея та Еразма Роттердамського. У зверненні до маґістрату Кролівця з клопотанням професорської стипендії Секлюціан запевняв, що його «друки широко відомі в цілій Польщі, Русі, Мазовії та Литві і мають багатьох прихильників». І хоча це твердження можна сприймати з певною обережністю*, вплив лютеранської пропаганди на місцеве населення України — факт очевидний. Так, на початку 50-х років XVI ст. перемиський шляхтич Христофор Пілецький відкрив кірху у своєму маєтку в містечку Ланьцуті. Його приклад наслідували ще три шляхтичі-сусіди, а якийсь проповідник намовляв Юрія Язловецького, воєводу руського, вигнати домініканців з Червонограду (на Поділлі) й у їхньому монастирі відкрити лютеранський збір. У 50-60-х роках сповідував лютеранство (до переходу в аріанство) Станіслав Лютомирський, автор польськомовного «Визнання віри християнської», колишній перемиський канонік.
За реєстром протестантських осередків в Україні XVI–XVII ст., складеним М. Грушевським, лютеранські громади діяли у Львові (однак є «тільки глуха згадка»)**, Венгрові, Мордах, Нурці та Найдорфі на Берестейщині, Язлівці на Поділлі [11]. Членами цих зборів (окрім, звичайно, самих патронів та їх родичів-однодумців) обов'язково ставали усі підлеглі й холопи пана-нововіра. Середньовічний принцип — «чия країна, того і віра» — на теренах України мав свою вітчизняну конкретизацію — право патронату, що було основою для юридичного й економічного підпорядкування церкви світському господареві.
Наприкінці XIX ст. знайдено нові праці, видані Секлюціаном. Серед них — віршований діалог польського ксьондза з руським священиком (і хоча його авторство викликало дискусію, однак, як зазначає Грушевський, твір через це не перестає бути цікавим). У діалозі подано актуальні міжконфесійні суперечки щодо целібату, чистилища, примату Риму, форми євхаристії, молитви до святих тощо. Там, де лютеранське сповідання виявляло рудиментарну спорідненість з католицьким, «вигравав» ксьондз; де автор діалогу згоджувався з православною доктриною, перемагав священик. Там, де лютеранство виступало як цілком відмінна релігійна модель, і ксьондзу, і священикові доводилося визнавати повну безпорадність [12]. Написаний у протестантському дусі, твір, проте, недвозначно спрямований на православного читача, оскільки у суперництві ксьондза і священика моральна перевага залишалася за останнім***. Отже, відчувалася явна прихильність автора передусім до руської, тобто православної, віри аніж до римської. Ця прихильність, загалом, була важливою особливістю протестантського руху в Україні, що у протиборстві з католицизмом шукав союзництва у православному середовищі.
Взагалі, лютеранством під час закордонних мандрів у пошуках за науками захоплювалося чимало шляхтичів з України. Станіслав Оріховський, навчаючись у Віттенберзі, мешкав у будинку Лютера і приятелював з Меланхтоном. Меланхтон мав великий вплив і на Мартіна Кровицького, котрий тривалий час жив у Галичині, обіймаючи посаду плебана у Вишні, перебував на дворі перемиського старости, мецената наук і мистецтв Петра Кміти. Працюючи в нього, Кровицький близько зійшовся зі Станіславом Оріховським, що значною мірою зумовило прореформаційні погляди останнього, його виступи проти папського всевладдя та целібату. Зрештою, і на шлюб Оріховський наважився після того, як це зробив у Журавицях Кровицький. Однак якщо Оріховський врешті переходить на бік опонентів протестантизму, полемізуючи з прихильниками нововірства у Західній Україні, то Кровицький повністю порвав з католицькою церквою (на антипротестантські твори Оріховського відповів знаменитою «Апологією»). Під час виступу на дієцезійному синоді у Перемишлі (1550) Кровицький обґрунтовує своє рішення незгодою з такими засадами католицизму як целібат, неучасть мирян в обряді євхаристії, заперечуючи (що було особливо актуальним для польсько-руського пограниччя) обряд перехрещення, якого вимагали від православних при переході у католицизм. Виступ колишнього плебана мав великий резонанс у Малопольщі та особливо — у Галичині. На думку М. Грушевського, котрий спеціальну увагу приділяв фактові неабиякого впливу творів Кровицького на українську полемічну літературу, свідком цієї гучної історії був юний Іван Вишенський. У його творчості зустрічається чимало паралелей зі змістом і формою протестантської полеміки [14].
У період розриву з католицизмом Кровицький виступав як прихильник лютеранства. Перебуваючи у 1553–1554 роках у Віттенберзі, він під керівництвом Меланхтона пише полемічний твір «Християнські а жалобливі напоминання», настільки популярний, що церковна влада публічно спалювала його, а за прочитання притягувала до карної відповідальності. Згодом Кровицький схилився до кальвінізму, та врешті став палким прихильником антитринітаризму. Така еволюція сталася у поглядах багатьох протестантів, які тяжіли до радикальнішої реформи релігійного і світського життя.
Доречно доповнити наведений Грушевським список і тими лютеранськими осередками, які існували у XVI–XVII ст. на Закарпатті. Тут конфесія досягла певних успіхів, маючи державну підтримку з боку угорських та румунських володарів. Взагалі, за деякими оцінками, «початковий крок у справі поширення нової віри в Угрії був зроблений саме в Угорській Русі… євангелицький рух в Угорській Русі в другій половині XVI ст. був навіть сильнішим, ніж у власне Угрії, котра знаходилась в більшій сфері католицького впливу ґабсбурзького уряду…» [15]. Перші лютеранські місіонери з'являються у Земплянському окрузі (між Пряшевим та Ужгородом). У 1522 р. нову віру проповідує Михайло Сіклоші, з 1525 р. — Іоанн Фішер у Левочках та Георгій Левдишер у Рознаві, Любицях, Топорці. В 40-х роках активну діяльність розгортають пастори Стефан Копач і Матвій Біро-Деваї, які засновують збори у Пряшеві, Копицях, Уйгеле. У 1549 р. Стефан Копач відкриває лютеранську школу у містечку Шарош-Поток (або Сухий Потік) в Закарпатській Україні, яке з цього часу стає центром зростаючого реформаційного руху в усьому Карпатському регіоні. З другої половини XVI ст. рух охоплює також Мараморошський округ (тепер Мараморешська область Румунії), де проживало православне населення із значним відсотком українців. У 40-50-х роках у Закарпатті та угорсько-румунському північному кордоні відбувся ряд синодів; на синоді у Пряшеві (1546) вирішували питання про об'єднання існуючих у Трансільванії нововірчих зборів. З 1557 р. лютеранство поряд з католицизмом визнано державною релігією Семигородського князівства.
Як у більшості регіонів Європи, лютеранство поширюється тут серед міщан й у містах, де переважає німецьке населення. Однак історичні документи засвідчують його вплив і на православне населення. Йдеться, зокрема, про звернення князя Януша I Заполья через православного писаря Лацко до афонського протоігумена Гавриїла, відоме як «Послание ко св. отцем Горы Афонской от православных веры руской и земли угорской христиан» (писане слов'яно-руською мовою і датоване 30-ми роками. XVI ст.; збережене у пізніших рукописних копіях). У посланні до церковних авторитетів (а самих звернень князя було декілька) міститься прохання розтлумачити окремі засади православної віри, що їх особливо критикують лютерани, й підтвердити наявність деяких спільних рис («ихъ попове да ся женятъ, якоже и наши») у православних і протестантів. А «то все учитъ одинъ лжепророкъ, именемъ Люфор: онъ победи нъмецкую страну и здъсь на угорской земли многіе къ нему приступиша и его ученіе пріяша» [16]. Та вже у 60-70-х роках. XVI ст. лютеранство у Закарпатті, як в Угорщині і Румунії, витісняють кальвінізм й антитринітаризм; чимало православних вертається в лоно церкви.

### Конвертити
Історія України має також приклади переходу іноземців-лютеран у православ'я. Згадаймо хоча б видатного українського освітнього та церковного діяча XVII ст. Іннокентія Гізеля, лютеранця з Пруссії, ректора Києво-Могилянської академії, ігумена Києво-Братського монастиря, а згодом архімандрита Києво-Печерської лаври. Такі факти були непоодинокими, хоча найчастіше трапляються вже у період козацьких воєн. Про це згадується у літописних матеріалах. Постригся у ченці й став ревним церковним діячем Іоанн Ернест Крабе, майстер філософії, кандидат богослов'я з академії Кролевецької. Його приклад наслідують ще два лютеранських богослови [17]. І хоч обрання чернечого життя засвідчує щиру усвідомленість у зміні релігійних переконань, чимало подібних вчинків у період Визвольної війни були вимушеними.
Наприкінці XIX столітті і впродовж ХХ-го почався процес лібералізації лютеранства: наприклад, прийняття жіночого пастирства. Європейські лютеранські церкви, в більшості своїй, є державними, залежать від загальнонаціональної громадської думки, і тому відрізняються теологічним лібералізмом. У США, навпаки, зосереджений консервативний перебіг лютеранства. Найбільш значимими серед них є церкви Міссурі-синод і Вісконсин-синод.